# 1917 في فنلندا
فيما يلي قوائم الأحداث التي وقعت خلال عام 1917 في فنلندا.

## سياسة

### تعيين في المنصب
- 4 أبريل – لوسينا هاغمان عضو برلمان فنلندا  [لغات أخرى]‏.

### انتهاء فترة المنصب
- 3 أبريل – هيكي ريتافووري عضو برلمان فنلندا  [لغات أخرى]‏.
- 31 أكتوبر – بير إفيند سفينهوفد عضو برلمان فنلندا  [لغات أخرى]‏.
- 31 أكتوبر – لوسينا هاغمان عضو برلمان فنلندا  [لغات أخرى]‏.
- 31 أكتوبر – مينا سيلانبا عضو برلمان فنلندا  [لغات أخرى]‏.

## مواليد

### مايو
- 16 مايو – جورج جاينز ممثل أمريكي.

### نوفمبر
- 7 نوفمبر – ألفرد كورديلين (مواليد 1868)